# Années 1860 av. J.-C.
Les années 1860 av. J.-C. couvrent les années de 1869 av. J.-C. à 1860 av. J.-C.

## Évènements
- 1868 av. J.-C.[1] : Sumu-El de Larsa bat les souverains de Kish et Kazallu et arrache Nippur au roi d’Isin, l’usurpateur Erra-imitti[2].
- 1868-1861 av. J.-C.[1] : règne de Erra-imitti, roi d’Isin[2].
- 1865-1850 av. J.-C.[1] : règne Nûr-Adad, roi de Larsa[3].